# Zilchiopsis oronensis
Zilchiopsis oronensis är en kräftdjursart som först beskrevs av Pretzmann 1968.  Zilchiopsis oronensis ingår i släktet Zilchiopsis och familjen Trichodactylidae. IUCN kategoriserar arten globalt som livskraftig. Inga underarter finns listade i Catalogue of Life.